# Dekanat Novljanski
Dekanat Novljanski – jeden z 10 dekanatów rzymskokatolickich wchodzących w skład diecezji pożedzkiej w Chorwacji.
Według danych na październik 2015 roku, w jego skład wchodziło 8 parafii.
Swoim terytorium dekanat novljanski obejmuje chorwackie miasteczko Novska i jego okolice.

## Lista parafii
Źródło:
| Lp. | Miejscowość  | Parafia                                                                | Proboszcz         | Kościół                                                                   | Grafika |
| --- | ------------ | ---------------------------------------------------------------------- | ----------------- | ------------------------------------------------------------------------- | ------- |
| 1   | Gornji Rajić | Parafia św. Tomasza Apostoła                                           | Josip Pendžić     | Kościół św. Tomasza Apostoła w Gornji Rajić                               |         |
| 2   | Jasenovac    | Parafia Wniebowzięcia Najświętszej Matyi Panny i św. Mikołaja, biskupa | Pejo Oršolić      | Kościół Wniebowzięcia Najświętszej Matyi Panny i św. Mikołaja w Jasenovac |         |
| 3   | Krapje       | Parafia św. Antoniego Padewskiego, zakonnika                           | Pejo Oršolić      | Kościół św. Antoniego Padewskiego w Krapje                                |         |
| 4   | Lipovljani   | Parafia św. Józefa, oblubieńca NMP                                     | Tomislav Pavlović | Kościół św. Józefa w Lipovljani                                           |         |
| 5   | Lonja        | Parafia Ducha Świętego                                                 | Pejo Oršolić      | Kościół Ducha Świętego w Lonja                                            |         |
| 6   | Međurić      | Parafia św. Mikołaja, biskupa                                          | Tomislav Vučur    | Kościół św. Mikołaja w Međurić                                            |         |
| 7   | Novska       | Parafia św. Łukasza Ewangelisty                                        | Milan Vidaković   | Katedra św. Łukasza Ewangelisty w Novska                                  |         |
| 8   | Novska       | Parafia bł. Alojzije Stepinaca, biskupa                                | Pavao Mokri       | Kościół bł. Alojzije Stepinaca w Novska                                   |         |